# Воскресенский поселковый совет
Воскре́сенский поселко́вый сове́т — административно-территориальная единица и орган местного самоуправления в Витовском районе Николаевской области. Административный центр — посёлок городского типа Воскресенское.

## Общие сведения
- Население совета: 4 858 жителей (по состоянию на 2001 год)

## Населённые пункты
Поселковому совету подчинены населённые пункты:
- пгт Воскресенское
- пос. Гороховка

## Состав совета
Совет состоит из 20 депутатов и председателя.
- Председатель совета: Крамаренко Николай Васильевич
- Секретарь совета: Кухтик Любовь Григорьевна

### Руководящий состав предыдущих созывов
| Фамилия, имя, отчество        | Основные сведения                                                                     | Дата избрания | Дата увольнения |
| ----------------------------- | ------------------------------------------------------------------------------------- | ------------- | --------------- |
| Крамаренко Николай Васильевич | Поселковый председатель, 1954 года рождения, беспартийный                             | 26.03.2006    | 31.10.2010      |
| Крамаренко Николай Васильевич | Поселковый председатель, 1956 года рождения, образование высшее, член Партии регионов | 31.10.2010    |                 |

Примечание: таблица составлена на основании данных сайта Верховного Совета Украины

### Депутаты
По результатам местных выборов 2010 года депутатами совета стали:

#### По субъектам выдвижения
| Субъект вдвижения               | Количество избраных депутатов | %  |
| ------------------------------- | ----------------------------- | -- |
| Партия регионов                 | 10                            | 50 |
| Самовыдвижение                  | 9                             | 45 |
| Коммунистическая партия Украины | 1                             | 5  |

#### По округам
| № округа                        | Фамилия, имя, отчество        | Дата признання избраным | Образование         | Партийная принадлежность | Сведения об избраном депутате                      |
| ------------------------------- | ----------------------------- | ----------------------- | ------------------- | ------------------------ | -------------------------------------------------- |
| Коммунистическая партия Украины |                               |                         |                     |                          |                                                    |
| 6                               | Шведов Владимир Николаевич    | 01.11.2010              | среднее             | беспартийный             | временно безработный                               |
| Партия регионов                 |                               |                         |                     |                          |                                                    |
| 1                               | Мельник Татьяна Леонидовна    | 01.11.2010              | высшее              | беспартийная             | дошкольное учебное заведение «Вишенка», заведующая |
| 2                               | Бондаренко Надежда Ивановна   | 01.11.2010              | среднее специальное | беспартийная             | Воскресенский поселковый совет, начальник ВОС      |
| 3                               | Голинко Алексей Алексеевич    | 01.11.2010              | среднее специальное | член Партии регионов     | Фермер                                             |
| 4                               | Гончаренко Андрей Викторович  | 01.11.2010              | высшее              | беспартийный             | Воскресенский ККП, директор                        |
| 5                               | Горюшкин Александр Михайлович | 01.11.2010              | высшее              | беспартийный             | частный предприниматель                            |
| 7                               | Тесля Зоя Фёдоровна           | 01.11.2010              | среднее             | беспартийная             | частный предприниматель                            |
| 8                               | Маннов Сергей Николаевич      | 01.11.2010              | высшее              | беспартийный             | Надбугский аграрный лицей, директор                |
| 11                              | Кондратьева Лилия Сесеновна   | 01.11.2010              | среднее специальное | беспартийная             | ДУЗ «Солнышко», воспитатель                        |
| 13                              | Кухтик Любовь Григорьевна     | 01.11.2010              | высшее              | беспартийная             | Воскресенский поселковый совет, секретарь          |
| 18                              | Трофименко Игорь Николаевич   | 01.11.2010              | высшее              | беспартийный             | Жовтневая ЦРБ, рентгенолаборант                    |
| Самовыдвижение                  |                               |                         |                     |                          |                                                    |
| 9                               | Безбожный Леонид Николаевич   | 01.11.2010              | высшее              | беспартийный             | частный предприниматель                            |
| 10                              | Кладько Николай Алексеевич    | 01.11.2010              | среднее специальное | беспартийный             | временно безработный                               |
| 12                              | Иванов Олег Анатольевич       | 01.11.2010              | среднее             | беспартийный             | частный предприниматель                            |
| 14                              | Шкуренко Вера Евгеньевна      | 01.11.2010              | высшее              | беспартийная             | Воскресенский ККП, главный бухгалтер               |
| 15                              | Горецкий Анатолий Ильич       | 01.11.2010              | среднее специальное | беспартийный             | Фермер                                             |
| 16                              | Начинайло Владимир Иванович   | 01.11.2010              | среднее специальное | беспартийный             | частный предприниматель                            |
| 17                              | Белевят Николай Иванович      | 01.11.2010              | среднее             | беспартийная             | частный предприниматель                            |
| 19                              | Фёдоров Михаил Михайлович     | 01.11.2010              | высшее              | беспартийная             | Фермер                                             |
| 20                              | Цопа Павел Анисимович         | 01.11.2010              | высшее              | беспартийная             | Жовтневая ЦРБ, врач                                |